# Teodosie, Mitropolit al Ungrovlahiei
Mitropolitul Teodosie (n. circa 1620 - d. 1708) a fost unul din mitropoliții Ungrovlahiei, servind în această funcție prima oară între 1668-1672 și a doua oară între 1679-1708.

## Biografie
S-a născut într-o familie de țărani din județul Argeș. Din tinerețe s-a călugărit la Mănăstirea Cozia, apoi a ajuns egumen la Mănăstirea Curtea de Argeș. Aici s-a dovedit tuturor un vrednic slujitor al Bisericii lui Hristos, cuvios, blând și bun cunoscător al Sfintei Scripturi. În anul 1668, arhimandritul Teodosie este ales mitropolit și părinte duhovnicesc al Țării Românești, în locul răposatului mitropolit Ștefan.   
Mitropolitul Teodosie a păstorit Biserica Ungro-Vlahiei timp de aproape 40 de ani, silindu-se întru toate să mărturisească dreapta credință, să tămăduiască neputințele poporului, să zidească noi lăcașuri de rugăciune, să tipărească și cărți bisericești pe limba română și să mângăie pe săraci și pe orfani. Pentru toate acestea era iubit, atât de domnii Țării Românești, Șerban Cantacuzino și Constantin Brâncoveanu, al căror sfetnic și duhovnic era, cât și de tot poporul ortodox. 
Din cărțile tipărite cu binecuvântarea mitropolitului Teodosie, cea mai importantă este Biblia de la București, din anul 1688. Printre cei dintâi ctitori ai primei Biblii românești este numărat și acest venerabil pastor al Țării Românești. De asemenea, a mai tipărit un Liturghier slavo-roman (1680), Evanghelia (1682) și Apostolul (1683), ambele în limba română, spre mângăierea poporului binecredincios. Pe lângă grija Bisericii din Țara Românească, mitropolitul Teodosie s-a îngrijit și de Biserica Ortodoxă din Transilvania, hirotonind în timpul păstoriei sale cinci mitropoliți ai Ardealului, între care pe Teofil Seremi și Atanasie Anghel, acordând de asemnenea numeroase ajutoare bisericilor de peste Carpați. 
Ajungând la varsta de aproape 90 de ani, evlaviosul mitropolit Teodosie și-a dat sufletul în mâinile Domnului, la 27 ianuarie 1708, și a fost înmormântat lângă altarul Catedralei mitropolitane din București.

## A se vedea și
- Listă de mitropoliți ai Ungrovlahiei